# Yakov Malik
Yakov Alexandrovich Malik (em russo:  Яков Александрович Малик) (6 de dezembro [Calend. juliano: 23 de novembro] 1906 - 11 de fevereiro de 1980) foi um diplomata soviético.
Frequentou o Instituto Kharkiv de Economia Nacional, formando-se em 1930. Entre 1930 e 1935 trabalhou como economista e funcionário do Partido Comunista da União Soviética em Kharkiv. Mais tarde, frequentou o Instituto Soviético dos Negócios Estrangeiros da Universidade de Moscovo em 1937, quando entrou para o Ministério Soviético dos Negócios Estrangeiros, onde foi assistente do chefe do departamento de imprensa.
Entre 1939 e 1942, foi conselheiro da embaixada soviética no Japão, de maio de 1942 a agosto de 1945 embaixador no Japão, quando as relações soviético-japonesas romperam no âmbito da Segunda Guerra Mundial. De agosto de 1945 a 1946 foi conselheiro político do representante da União Soviética no Conselho Aliado para o Japão.
Foi o representante permanente soviético nas Nações Unidas de 1948 a 1952 e de 1968 a 1976. Foi também Ministro Adjunto dos Negócios Estrangeiros soviético de 1946 a 1953, e novamente a partir de 1960, até à sua morte em 1980.
Em 1949, participou nas negociações para pôr fim ao bloqueio de Berlim.
Na altura da discussão da Resolução 82 do Conselho de Segurança das Nações Unidas, de 25 de junho de 1950, Maalik boicotava a participação soviética no Conselho de Segurança desde janeiro desse ano devido à presença do representante da República da China (governo nacionalista). A sua ausência permitiu que a resolução fosse aprovada com nove votos a favor. Regressou ao Conselho de Segurança em 4 de agosto de 1950, solicitando que as tropas estrangeiras deixassem a Península Coreana. Mais tarde, também denunciou a atuação do General Douglas MacArthur.
Em 23 de junho de 1951, propôs um armistício na Guerra da Coreia entre a China e a Coreia do Norte, por um lado, e a Coreia do Sul, os Estados Unidos e outras forças das Nações Unidas, por outro.
Foi Presidente do Conselho de Segurança das Nações Unidas em agosto de 1948, agosto de 1950, junho de 1951, junho de 1952, abril de 1968, setembro de 19697 dezembro de 1970, março de 1972, junho de 1973, agosto de 1974 e novembro de 1975.
Entre 1953 e 1960 foi embaixador da União Soviética no Reino Unido.3 Entre 1952 e 1961 foi também membro suplente do Comité Central do Partido Comunista da União Soviética. Entre 1952 e 1961 também foi membro suplente do Comité Central do Partido Comunista da União Soviética.
Em 1976, pouco antes do final do seu segundo mandato como representante da ONU, sofreu um acidente de viação em Long Island, onde a sua mulher ficou gravemente ferida.